# Vyšehrad-kyrkogården

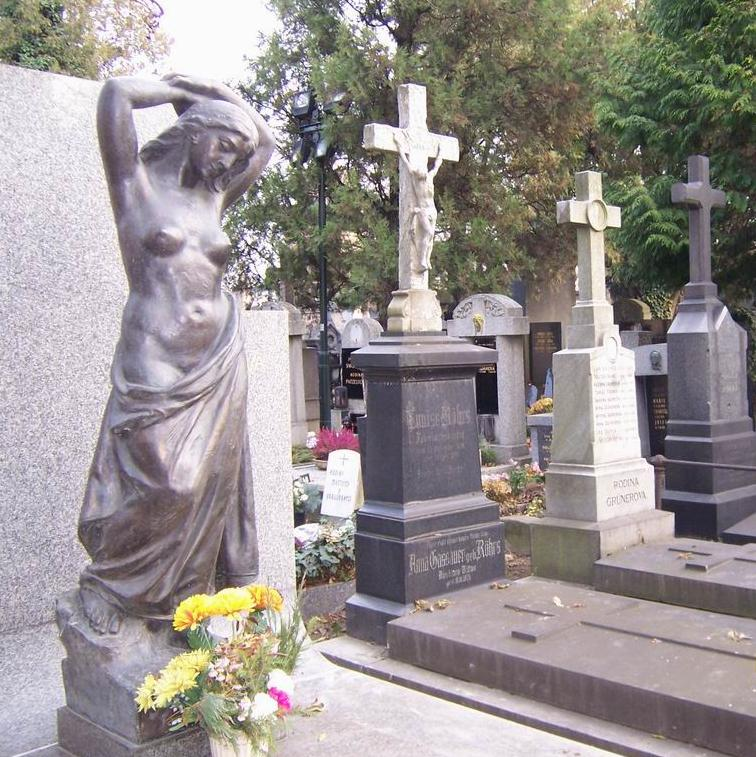
Vyšehrad-kyrkogården.

Vyšehrad-kyrkogården är en kyrkogård belägen inom borgen Vyšehrad nära Vltavas östra strand i de södra centrala delarna av Prag.
Kyrkogården etablerades 1869 och hyser främst kulturpersonligheter som kompositörer, konstnärer och skådespelare men även vetenskapsmän och politiker. Bland de personer som ligger begravda på Vyšehrad återfinns bland annat Antonín Dvořák, Alfons Mucha och Bedřich Smetana.

## Bildgalleri

Vyšehrad-kyrkogården - Vyšehradský hřbitov
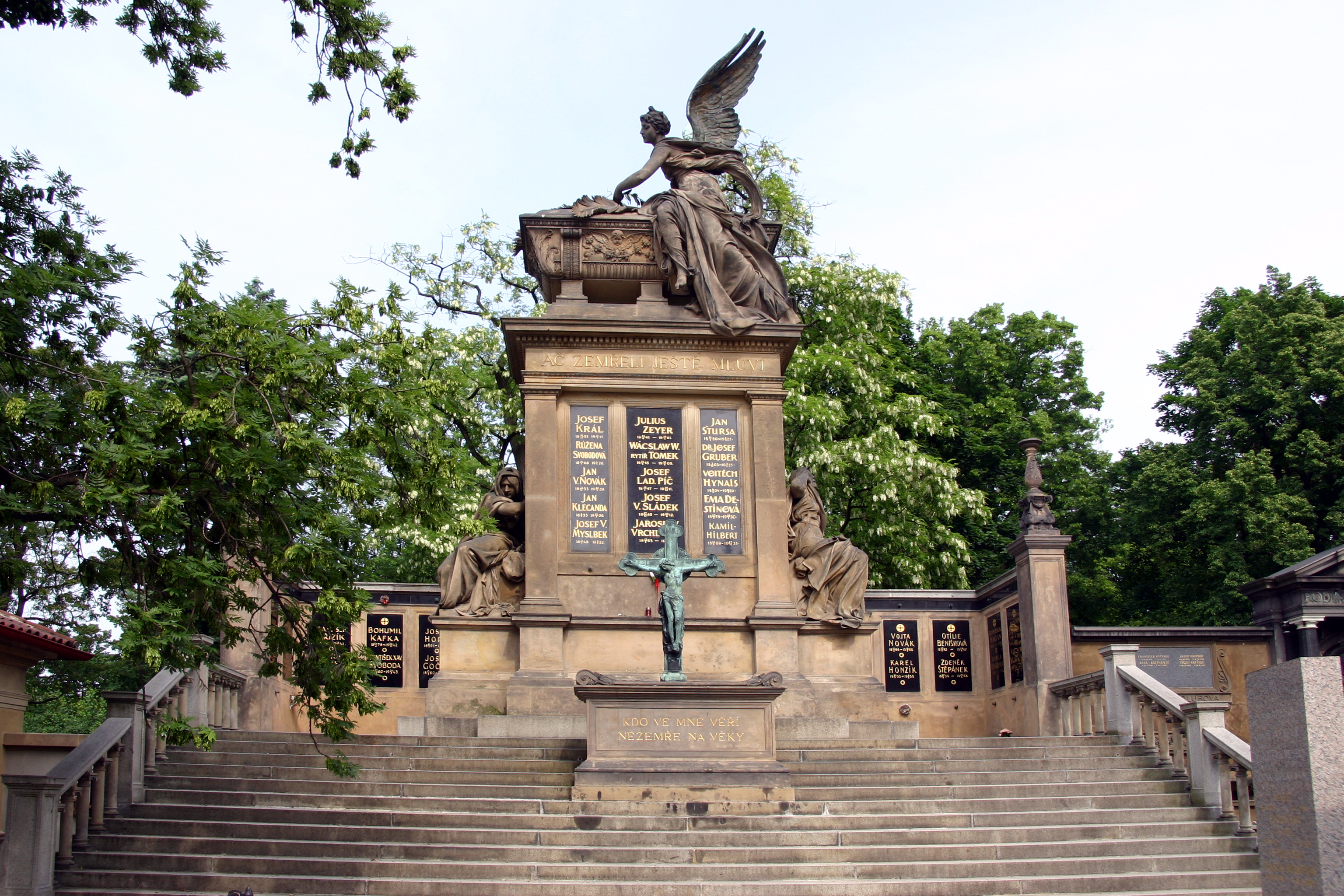
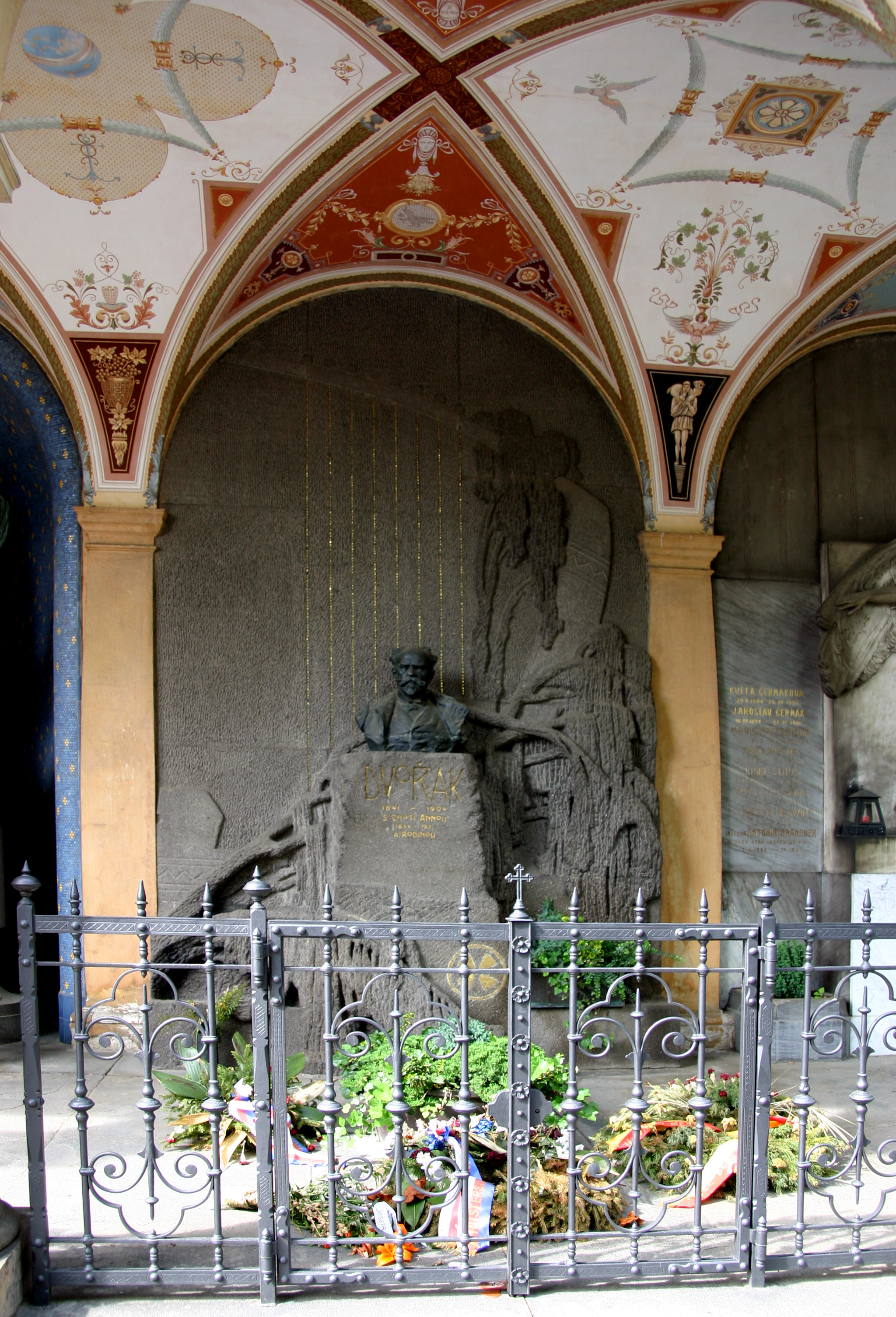
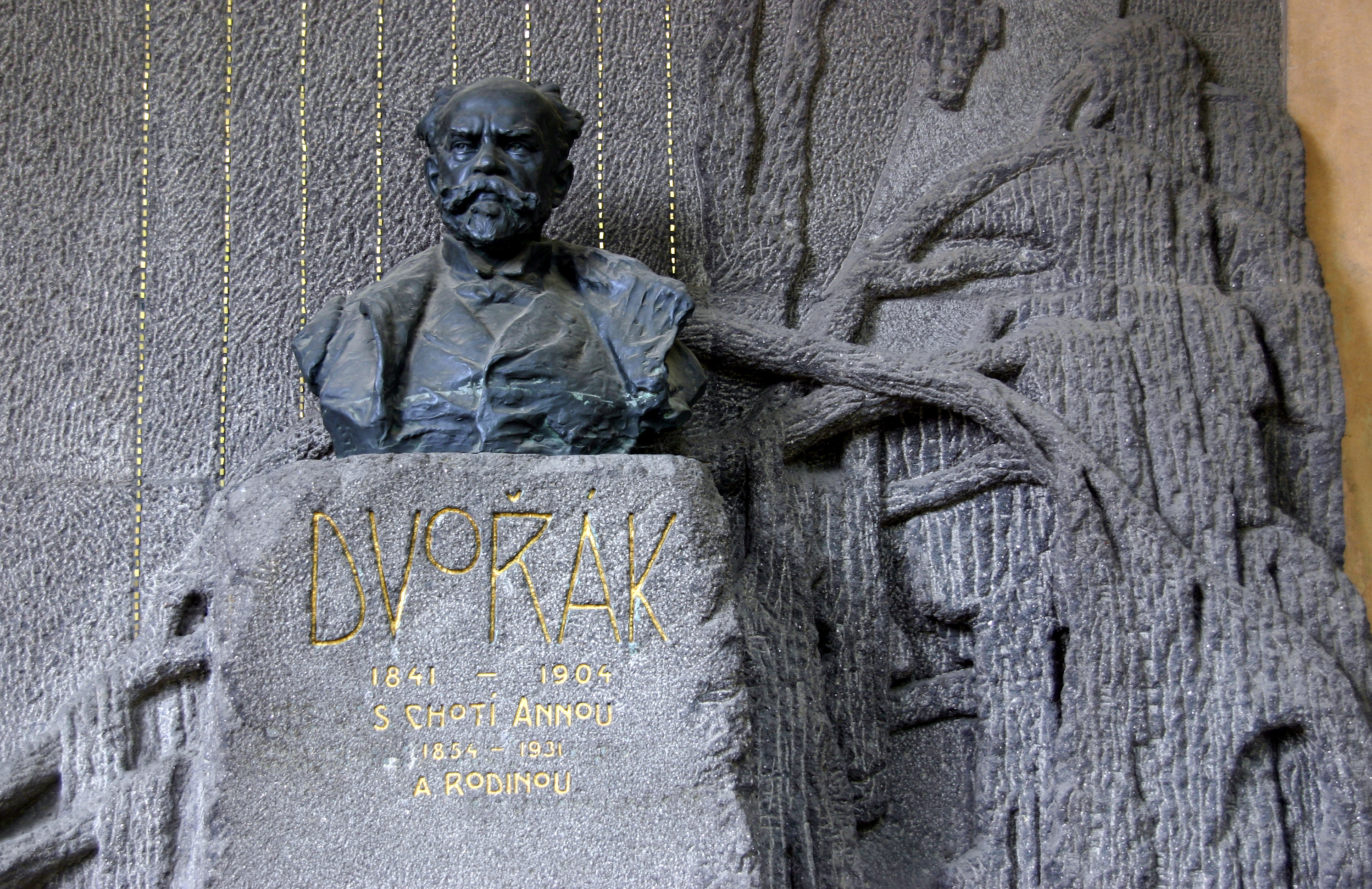
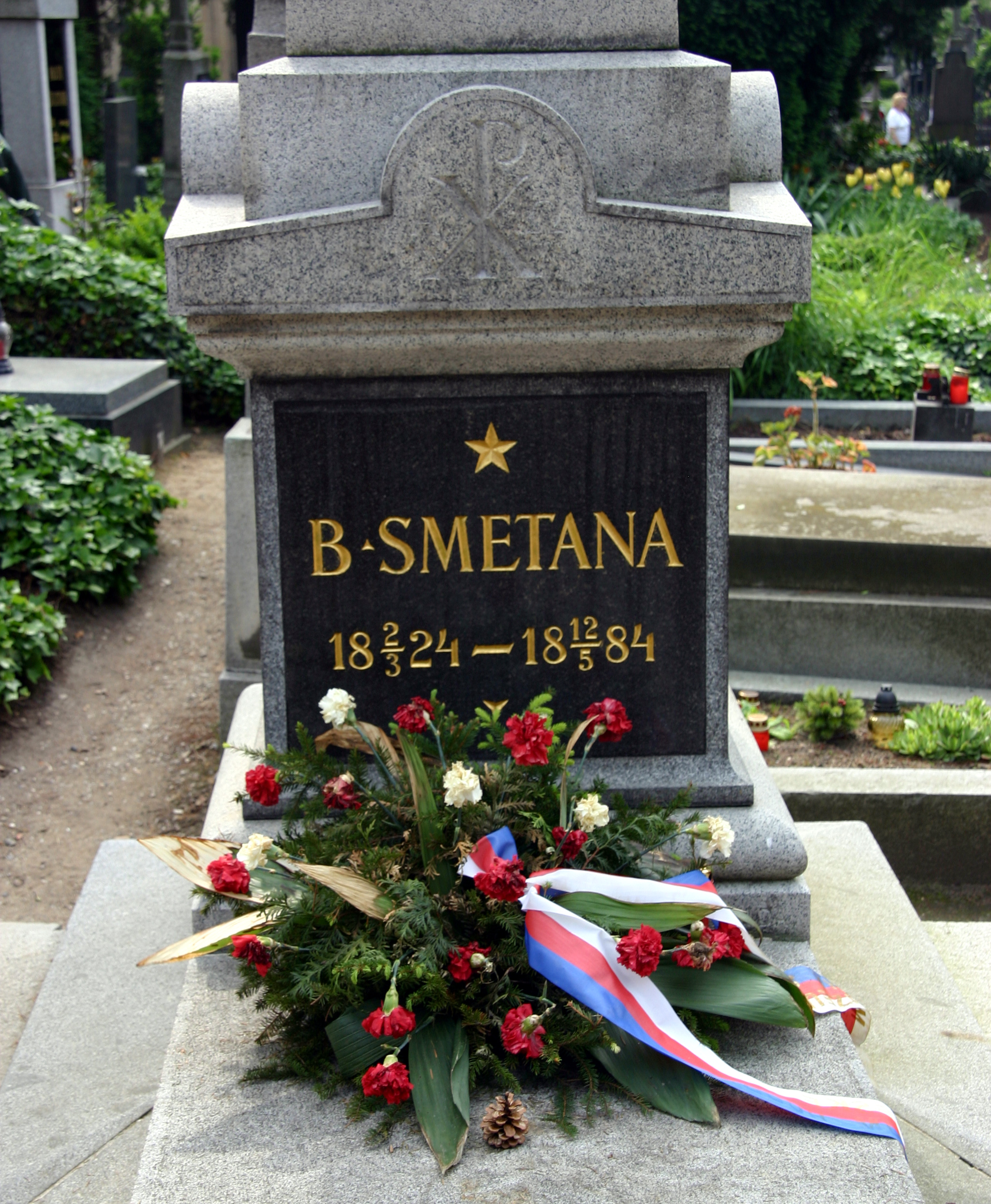
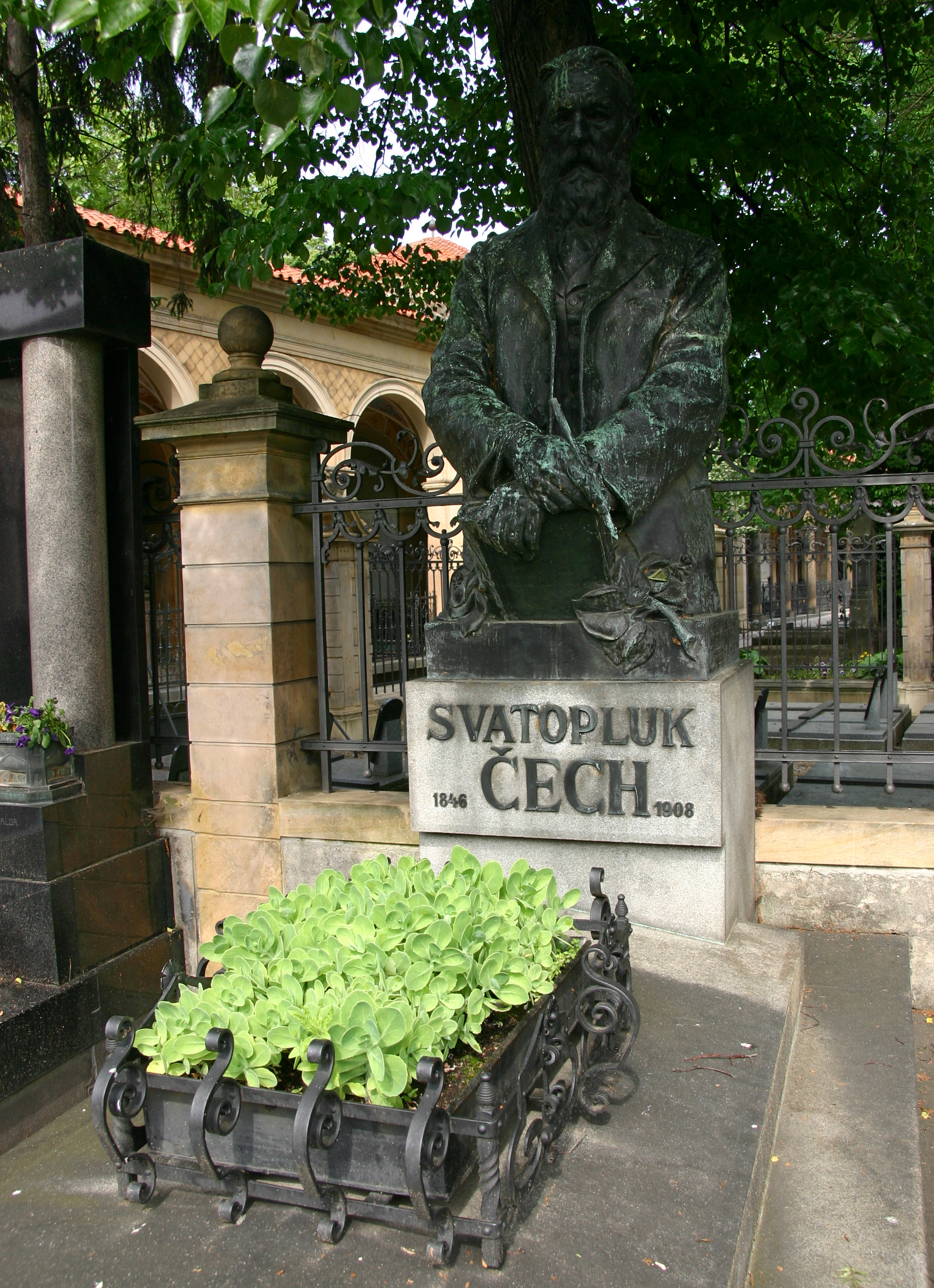
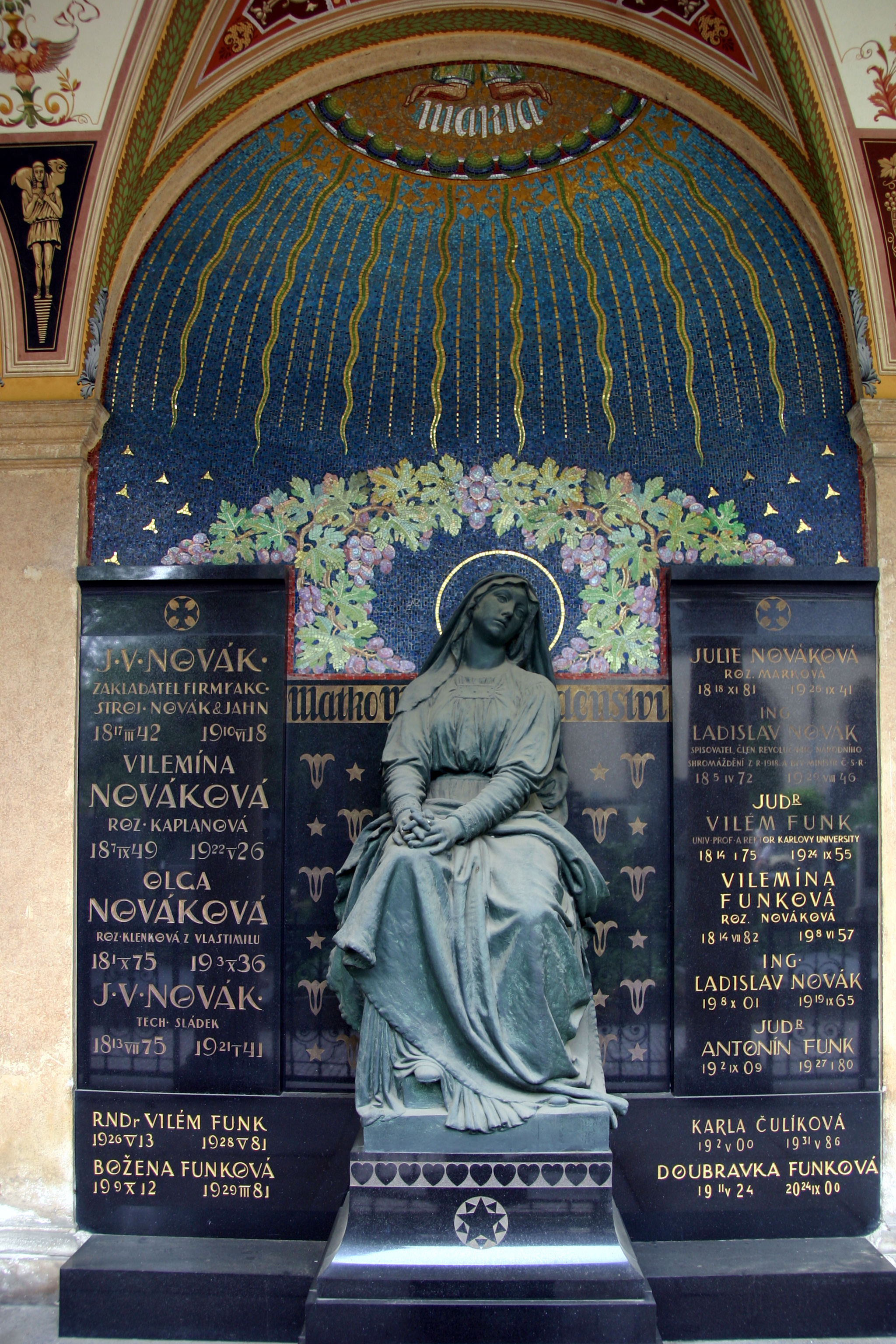
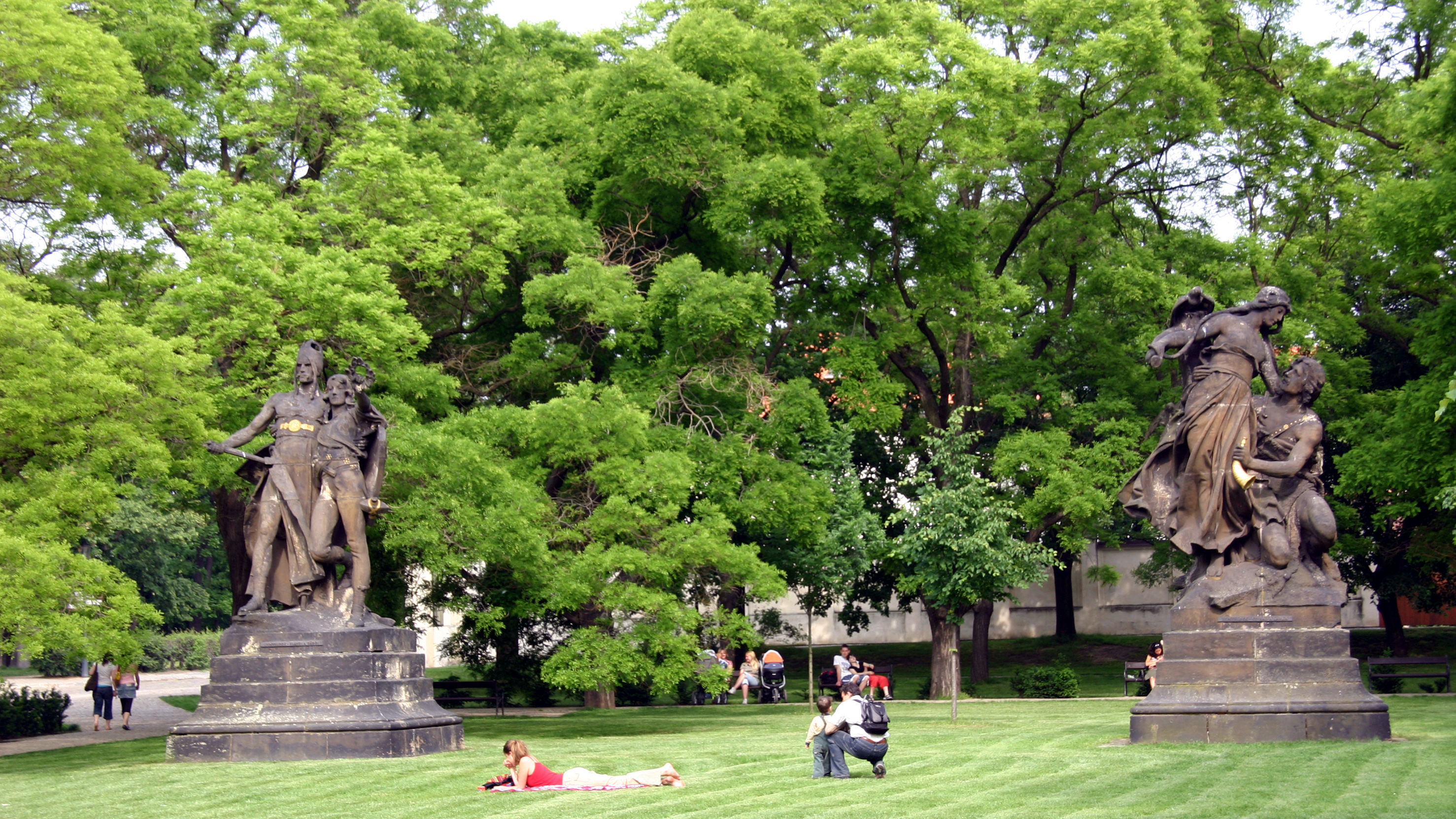